# Longiarù
Longiarù (Campill in tedesco, Lungiarü in ladino) è una frazione del comune italiano di San Martino in Badia.
È un paese rurale, adagiato in una conca, a cui appartengono le sottofrazioni di Miscí e Seres.

## Geografia fisica

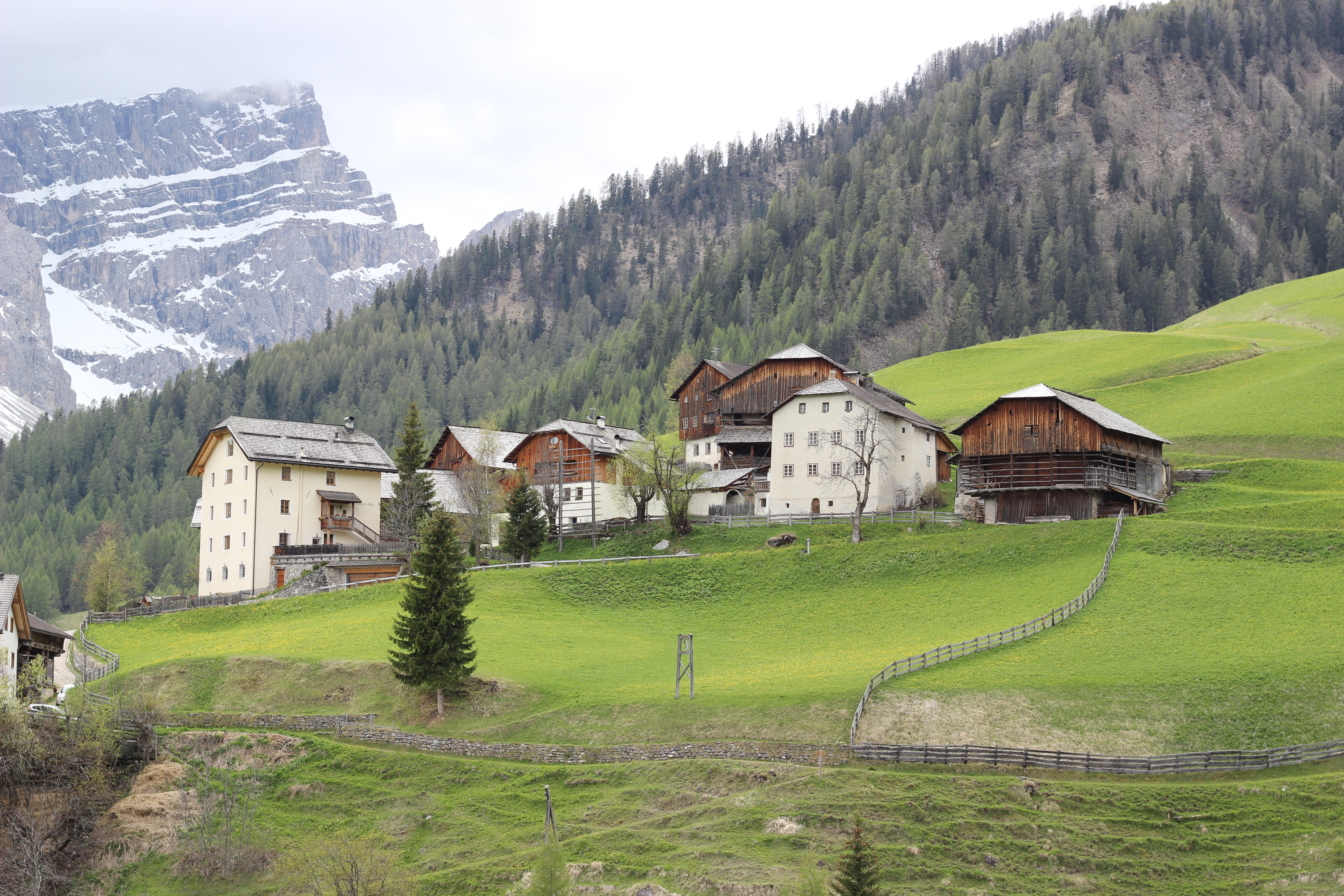
La località Misci

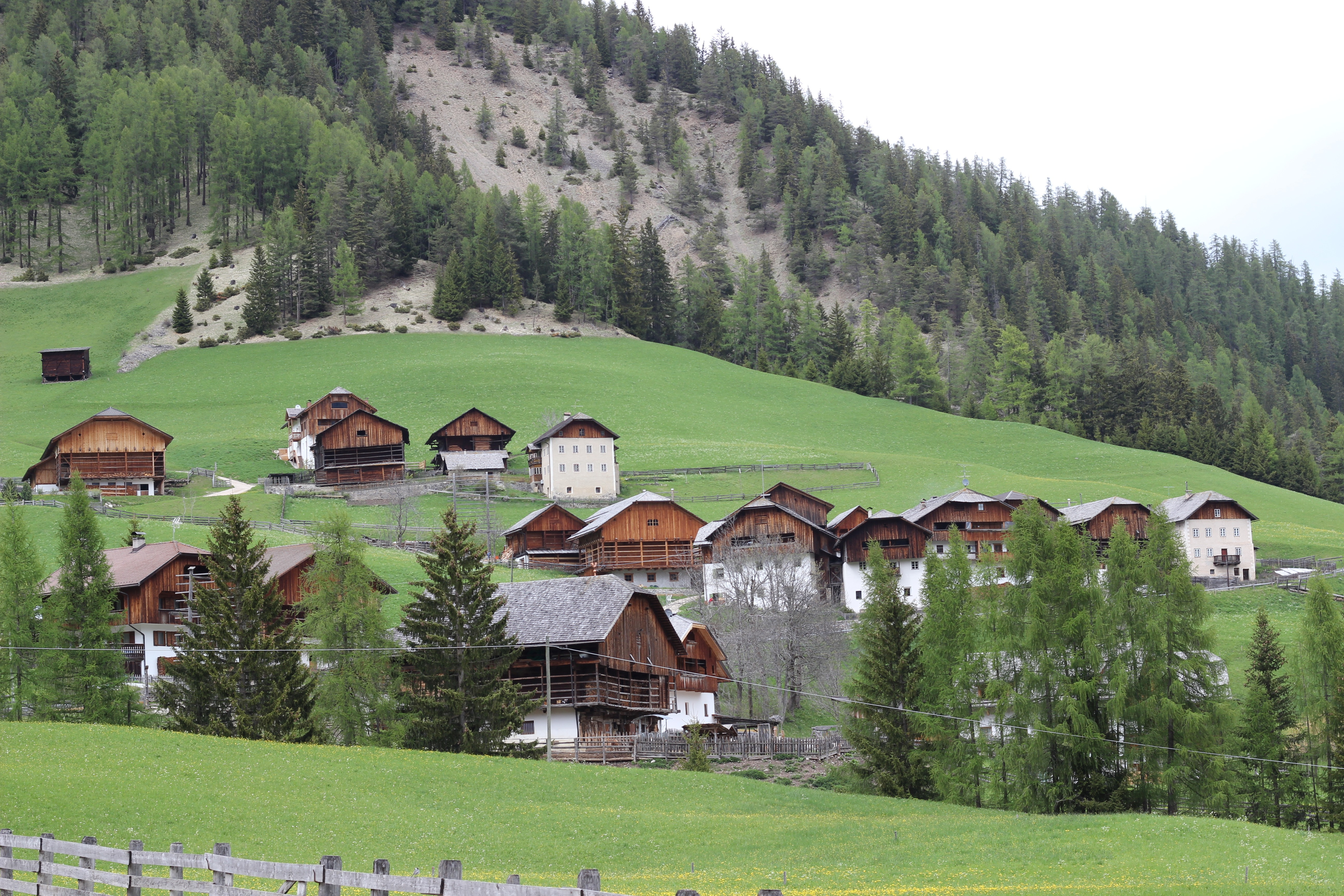
La località Seres

Poderosi massicci come il gruppo del Puez, la Cresta di Longiarù, il Sass de Putia, il Gherdenaccia fanno da cornice ai ricchi boschi e prati all'ingresso nel parco naturale Puez-Odle.

## Origini del nome
La prima denominazione accertata del paese di Longiaru risale all'anno 1312 con il nome Campil e al 1410 con il nome Campill oder Legraun; sarebbe oggi pronunciato Ciampeil o Ciampei. Il nome Lung-a-ru - Lungiarü lo troviamo in documenti appena nell'anno 1831; ciò non esclude però che la popolazione abbia usato questo nome già prima.

## Monumenti e luoghi d'interesse

### Architetture religiose
- Chiesa di Santa Lucia, parrocchiale.

### Architetture civili
La peculiarità che spicca maggiormente in questo paese è però il singolare modello d'insediamento abitativo: le viles, tipici nuclei rurali di case e rustici che si richiamano ad una tradizione culturale medievale. Di particolare interesse risultano i mulini ad acqua lungo i rii di Longiarù in quanto una viva testimonianza per un tempo, in cui la popolazione locale era alquanto autarca ed economicamente indipendente.

## Cultura
Nella letteratura in lingua ladina Longiarù viene spesso menzionata:
- Giovanni Battista Alton
  - La Gana
  - Alton 'L Mosca
  - Les Gannes e i Salvans: (grafia originale)

- - Les Gannes e i Salvans (grafia moderna)
  - L'Orco
- Josef Taibon
  - Al osti da Langiarü

## Economia
Fino a pochi decenni fa gli abitanti di Longiarù vivevano esclusivamente dalla rendita agraria. Più vantaggioso è invece l'allevamento del bestiame (bovini, pecore, cavalli) avvantaggiato dai prati della vallata e dai pascoli dei boschi e degli alpeggi. Anche il commercio del legname ha sempre dato il suo contributo per alleggerire la sopravvivenza dei contadini di Longiarù.